# Mandilaria
Die Rotweinsorte Mandilaria ist die siebthäufigste Rotwein-Rebe in Griechenland. Empfohlen ist ihr Anbau auf der Insel Euböa, in der Region Attika, auf den Kykladen, den Dodekanes und Kreta. Sie wird aber auch auf dem Peloponnes in den Regionen Elis und Messenien angebaut. Die bestockte Rebfläche betrug Ende der 1990er Jahre ca. 1590 Hektar.
Die spätreifende Sorte mit ihren dickschaligen, harten und dunklen Beeren erbringt alkoholarme Weine mit wenig Körper und Struktur, die trocken bis süß ausgebaut werden können. Reinsortige Rotweine gibt es daher kaum, auf Kreta wird sie häufig mit der Rebsorte Kotsifali verschnitten. Sie wird in den Weinen Retsina, Peza und Archanes sowie auf Paros eingesetzt.

## Synonyme
Die Rebsorte Mandilaria ist auch unter den Namen Amorgiano, Amorghiano (auf Rhodos), Dombrena Mavri, Doubrena Mavri, Doumpraina Mavri, Doympraina Mavre, Koundour, Kountoura oder Kountoura Mavri, Koutoura, Mandelaria, Mandilari, Mantilari und Mantilaria bekannt.